# Zaphne zetterstedtii
Zaphne zetterstedtii är en tvåvingeart som först beskrevs av Ringdahl 1918.  Zaphne zetterstedtii ingår i släktet Zaphne, och familjen blomsterflugor. Arten är reproducerande i Sverige.